# Pere VII del Congo
Pedro VII Mwemba Vuzi Nzinga (m. 1910) va ser awenekongo (governant titular) del regne del Congo del 1901 al 1910. Era l'hereu d'Álvaro XIV Agua Rosada com a fill de la seva germana i net del rei Pedro VI.
Va accedir al tron després de la mort del regent Henrique IV Nteyé a Nkenge el 23 d'abril de 1901. El jove rei fou coronat el 8 de maig següent però va morir el 24 de juny de 1910. Podria haver estat avi de José Eduardo dos Santos. El seu fill gran, Nkomba, el va succeir el 1910 però va morir un any més tard.